# アッパー・デメララ＝ベルビセ州
アッパー・デメララ＝ベルビセ州（英語: Upper Demerara-Berbice）または第10州（英語: Region 10）とは、ガイアナの州である。 州都リンデンはガイアナ第二の都市である。

## 隣接州
北はエセキボ諸島＝西デメララ州・デメララ＝マハイカ州・マハイカ＝ベルビセ州、東は 東ベルビセ＝コレンティネ州、西はポタロ＝シパルニ州・クユニ＝マザルニ州に接する。

## 人口
ガイアナでは1980年、1991年、2002年に計3度の国勢調査が行われた  2012年の州の人口は39,452 人だった。州の人口動態は以下のとおりである:
- 2012 : 39,452
- 2002 : 41,112
- 1991 : 39,608
- 1980 : 38,641